# 九重村 (茨城県)
九重村（ここのえむら）は、かつて茨城県新治郡に存在した村。現在の茨城県つくば市の南東部、花室交差点・学園東交差点・大角豆交差点を結ぶ地域に相当する。

## 歴史
- 1889年（明治22年）4月1日 - 町村制の施行に伴い、上室村、上広岡村、下広岡村、大角豆村、倉掛村、妻木村、東岡村、岡村新田、花室村、柴崎村が合併されて発足。
- 1955年（昭和30年）7月22日 - 栄村・栗原村と合併されて桜村が発足。同日九重村廃止。
- 1987年（昭和62年）11月30日 - 桜村が筑波郡大穂町・豊里町・谷田部町と合併されてつくば市が発足。